# Lucio Alfert
Ludger (Lucio) Alfert (ur. 18 listopada 1941 w Heek) – niemiecki duchowny rzymskokatolicki posługujący w Paragwaju, w latach 1986–2022 wikariusz apostolski Pilcomayo.